# Conclave de 1655
El conclave papal de 1655 es va convocar a la mort del papa Innocenci X i va acabar amb l'elecció del cardenal Fabio Chigi, que adoptà el nom d'Alexandre VII. El conclave ràpidament va arribar a un punt mort, amb Giulio Cesare Sacchetti rebent 33 vots al llarg del conclave, però sense arribar mai a aconseguir suficients per a ser elegit. Chigi va ser finalment elegit Papa quan el cardenal Mazarino, el cap del govern francès, va acceptar la seva elecció a petició de Sacchetti.

## Antecedents
Innocenci X va crear Camillo Francesco Maria Pamphili, el seu únic nebot, cardenal. Camillo renunciaria més tard a la seva condició de cardenal per casar-se. En canvi, la cunyada d'Innocenci, Olimpia Maidalchini, manejava totes les funcions que normalment havien estat el regne d'un cardenal nebot.
Durant el papat d'Innocenci, la Pau de Westfàlia va posar fi a la Guerra dels Trenta Anys, i va ser l'esdeveniment secular més significatiu que va tenir lloc durant el seu regnat. Innocenci no va aprovar el tractat perquè els seus representants no havien format part de les discussions i no s'havia consultat ni va demanar que aprovés el reconeixement de la religió protestant a Alemanya. Demanà als líders seculars catòlics que renunciessin a la pau, però no ho van fer. Innocenci a canvi es va abstenir de nomena cap cardenal fora d'Itàlia durant el seu regnat. Només va crear sis cardenals no italians durant el seu pontificat, i cinc d'ells eren cardenals de la Corona que insistien els monarques catòlics. A més d'això, la resta de les seves 40 creacions provenien d'Itàlia.

## Cardenals
- Cardenal Degà: Carlo di Ferdinando de' Medici
- Vice-degà: Francesco Barberini
- Cardenal protodiaca: Giangiacomo Teodoro Trivulzio
- Bernardino Spada
- Giulio Cesare Sacchetti
- Marzio Ginetti
- Luigi Capponi
- Antonio Barberini
- Girolamo Colonna
- Giovanni Battista Maria Pallotta
- Francesco Maria Brancaccio
- Alessandro Bichi
- Ulderico Carpegna
- Marcantonio Franciotti
- Marcantonio Bragadin
- Pierdonato Cesi
- Vincenzo Maculani
- Francesco Peretti di Montalto
- Cesare Facchinetti
- Girolamo Grimaldi-Cavalleroni
- Carlo Rossetti
- Francesco Angelo Rapaccioli
- Francesco Adriano Ceva
- Angelo Giori
- Juan de Lugo
- Domenico Cecchini
- Niccolò Albergati-Ludovisi
- Pier Luigi Carafa (mort el 15 de febrer de 1655, durant el conclave)
- Alderano Cybo
- Fabrizio Savelli
- Francesco Cherubini
- Camillo Astalli-Pamphili
- Jean-François Paul dei Gondi
- Fabio Chigi (elegit papa Alexandre VII)
- Giovanni Girolamo Lomellini
- Luigi Alessandro Omodei
- Pietro Vito Ottoboni (posteriorment elegit papa Alexandre VIII)
- Giacomo Corradi
- Marcello Santacroce
- Baccio Aldobrandini
- Lorenzo Imperiali
- Giberto Borromeo
- Giambattista Spada
- Prospero Caffarelli
- Francesco Albizzi
- Ottavio Acquaviva d'Aragona
- Giulio Gabrielli
- Virginio Orsini
- Rinaldo d'Este
- Vincenzo Costaguti
- Giovanni Stefano Donghi
- Paolo Emilio Rondinini
- Giancarlo de' Medici
- Federico Sforza
- Benedetto Odescalchi (posteriorment elegit papa Innocenci XI)
- Cristoforo Vidman
- Lorenzo Raggi
- Francesco Maidalchini
- Carlo Barberini
- Carlo Pio di Savoia iuniore
- Carlo Gualterio
- Decio Azzolino

### Cardenals que ingressaren al conclave posteriorment al 18 de gener
- Ascanio Filomarino (el 21 de gener)
- Stefano Durazzo (el 25 de gener)
- Friedrich von Hessen-Darmstadt (el 27 de gener)
- Ernst Adalbert von Harrach (el 7 de febrer)

### Cardenals absents al conclave
- Baltasar Moscoso y Sandoval
- Alfonso de la Cueva-Benavides y Mendoza-Carrillo
- Giulio Mazzarino

## El Conclave
El Col·legi de Cardenals en el moment de la mort de Innocenci X tenia 69 membres, i en el conclave que va seguir van participar en 66 votants. 32 dels cardenals havien estat creats per Urbà VIII o Innocenci X. Com que Olimpia Maidalchini no era cardenal, no se li va permetre participar en el conclave, tot i que va ser l'única dona a la que se li havia permès pronunciar un discurs al cardenals. Això va deixar les creacions de Innocenci sense un líder natural durant el procés. Hi havia 18 cardenals lleials a Espanya en el conclave, i mentre els francesos tenien menys lleialtats, el nebot de Urbà VIII, Francesco Barberini, era membre de la seva facció. La lleialtat de Barberini a França es devia al matrimoni d'una de les seves nebodes amb el germà de Rinaldo d'Este, el cardenal que liderava la facció francesa. Barberini tenia la capacitat de presentar fins a 20 cardenals addicionals per donar suport al candidat que afavorís.
Giulio Cesare Sacchetti, que havia estat considerat el més probable per convertir-se en papa en 1644, tornava a ser el candidat més fort, però alguns cardenals no van votar per ell perquè havia estat vetat en el conclave anterior pels castellans. Sacchetti també era el candidat preferit del cardenal Mazarino, el cap del govern francès en aquella època. Durant l'escrutini inicial, Sacchetti va rebre 33 vots, un nombre que va rebre constantment durant tot el conclave. Els primers escrutinis també van ser únics, ja que hi va haver una gran quantitat d'electors que van escriure en «ningú», arribant als 27 vots el 22 de gener. Aquests vots provenien principalment d'electors que havien estat creats per Innocenci X que no volien votar per un cardenal que havia estat creat per Urbà VIII. 11 dels vots per a cap candidat provenien del "Squadrone Volante", un grup de cardenals que estaven disposats a donar suport a un candidat a qualsevol facció que consideressin beneficiós per al càrrec del Papa.
L'estancament va continuar durant el mes de febrer, i els membres més joves del Col·legi dels Cardenals van començar a fer bromes als membres més antics del Col·legi per divertir-se. Això suposadament va portar a un cardenal ancià a morir de pneumònia després que un cardenal més jove l'hagués fet caure i quedar-se a un terra fred al sorprendre'l vestit de fantasma. També van haver altres malalties entre els cardenals que van portar a alguns d'ells a abandonar el conclave.

### Elecció d'Alexandre VII
A mitjans de febrer, Sacchetti, reconeixent que la seva pròpia candidatura estava perduda, va contactar amb Mazarino i va demanar-li que els cardenals francesos canviessin el seu suport cap a Fabio Chigi. Inicialment s'havia especulat amb Chigi com a candidat per al papat abans de la mort d'Innocenci X. Les narracions contemporànies informaven que es considerava el més adequat per a la posició si no es tenien en compte les consideracions humanes de l'elector. El cardenal Mazarino de França va ser convençut de recolzar a Chigi per part de l'Esquadró, tot i que no li agradava. L'odi de Mazarino vers Chigi datava de l'exili de Mazarino a Colònia durant la Fronda, mentre que Chigi servia com a nunci papal en aquesta ciutat.
L'abril del 1655, Mazarino va escriure de nou a Sacchetti acceptant que els electors lleials a França votessin per Chigi si l'elecció de Sacchetti es feia impossible. Sacchetti llavors va procedir a demanar als seus seguidors que transferissin el seu suport a Chigi. En el primer escrutini, el 7 d'abril de 1655, es van emetre 20 butlletes escrits per a Chigi, abans que els altres electors l'aclamessin com a Papa després d'un conclave de 80 dies. Després de la seva elecció, Chigi va prendre el nom d'Alexandre VII.
La notícia de l'elecció va ser anunciada al públic pel cardenal Trivulzio, el cardenal protodiaca, des d'una finestra dels apartaments del cardenal nebot al Palau Vaticà, sobre la plaça de Sant Pere. A continuació, el canó del castell de Sant Angelo disparà com a salutació.
Fabio Chigi va ser coronat Papa Alexandre VII el diumenge 18 d'abril, pel cardenal protodiaca Giangiacomo Trivulzi. El 9 de maig va prendre possessió formal de la basílica de Sant Joan del Laterà, amb el cardenal Girolamo Colonna, l'arxipreste de la basílica, presidint la cerimònia.